# Bernard Homola
Bernard Homola (* 26. Oktober 1894 in Mülhausen, Elsass; † 13. Juni 1975 in Basel) war ein deutscher Filmkomponist.

## Leben
Homola studierte bei Friedrich Klose, Max Meyer-Olbersleben, Georg Schumann und Heinrich Albert. Bereits mit zwölf Jahren war er als Organist in Metz tätig. In den 1920er Jahren ging er nach Berlin und betätigte sich als Filmkomponist. 1928/29 dirigierte er im Primus-Palast in Berlin-Zehlendorf die Kinokapelle zur Begleitung von Stummfilmen. Seine Tätigkeiten machten offenbar die Gründung einer eigenen Gesellschaft mit beschränkter Haftung unter seinem Namen notwendig. Im Nationalsozialismus avancierte Homola zu einem sehr gefragten Komponisten und seine E-Musik wurde nun ebenfalls im Konzertsaal aufgeführt. Während des Ersten Weltkrieges war er Offizier der Pioniere. Seit ca. 1933/34 lebte er in der Schweiz. Dort war er als Organist/Dirigent in der „Heilig-Geist-Kirche“ in Basel tätig und konnte seine Vertonungen regimekritischer Liedtexte in dem katholischen Liederheft „Gloria Dei“ nun unbehelligt von der NS-Zensur fortsetzen. Mit Anfang 70 erlitt Homola einen Schlaganfall.

## Filme
- 1928: Du sollst der Kaiser meiner Seele sein
- 1928: Marys großes Geheimnis
- 1928: Das Karussell des Todes
- 1928: Das Fräulein aus Argentinien
- 1928: Die letzte Galavorstellung des Zirkus Wolfsohn
- 1928: Herbstzeit am Rhein
- 1928: Der Henker
- 1928: Heut’ spielt der Strauss
- 1928: Kaczmarek
- 1928: Der moderne Casanova
- 1928: Mädel mit Temperament
- 1928: Liebe im Schnee
- 1928: Hotelgeheimnisse
- 1929: Kameradschaftsehe
- 1929: Es war einmal ein treuer Husar
- 1929: Die Konkurrenz platzt!
- 1929: Die fidele Herrenpartie
- 1929: Durchs Brandenburger Tor
- 1929: Meineid
- 1929: Ich hab’ mein Herz im Autobus verloren
- 1929: Morgenröte
- 1929: Es flüstert die Nacht …
- 1929: Revolution der Jugend
- 1929: Die Halbwüchsigen
- 1929: Das Mädchenschiff
- 1929: Freiheit in Fesseln
- 1929: Das Erlebnis einer Nacht
- 1930: Die Warschauer Zitadelle
- 1930: Lumpenball
- 1930: Flachsmann als Erzieher
- 1931: Täter gesucht
- 1950: Das St. Georgs-Festspiel

## Werke (Auswahl)
- Polonaise für Klavier op. 3
- Gondellied (Isola bella) für Klavier op. 4
- Rosenreigen-Walzer für Klavier
- 2 Intermezzi für Klavier op. 5
- Pax (Pathetico largo) für Salonorchester op. 11 Nr. 1
- Variationen-Fantasie über das “Perpetuum mobile” von J. Strauss für Orchester op. 12
- Fantasietta für Klavier op. 51
- Trio für Klavier, Violine und Cello op. 53
- Allegro-Serie: Allegro giusto ed amoroso, Allegro parlando
- Im Frühling, da blüht die Liebe. Foxtrott aus der Tonfilmposse „Lumpenball“ in diversen Besetzungen
- Spielfilm-Episoden in 5 Bänden für Orchester, Salonorchester oder Klavier
- Wettlauf für Salonorchester
- Der Heilige, Sinfonische Dichtung